# Schronisko „Szwedzki Szaniec”
Schronisko „Szwedzki Szaniec” – dawne schronisko turystyczne w Prudniku na stokach góry Okopowa (388 m n.p.m.) w Lesie Prudnickim.

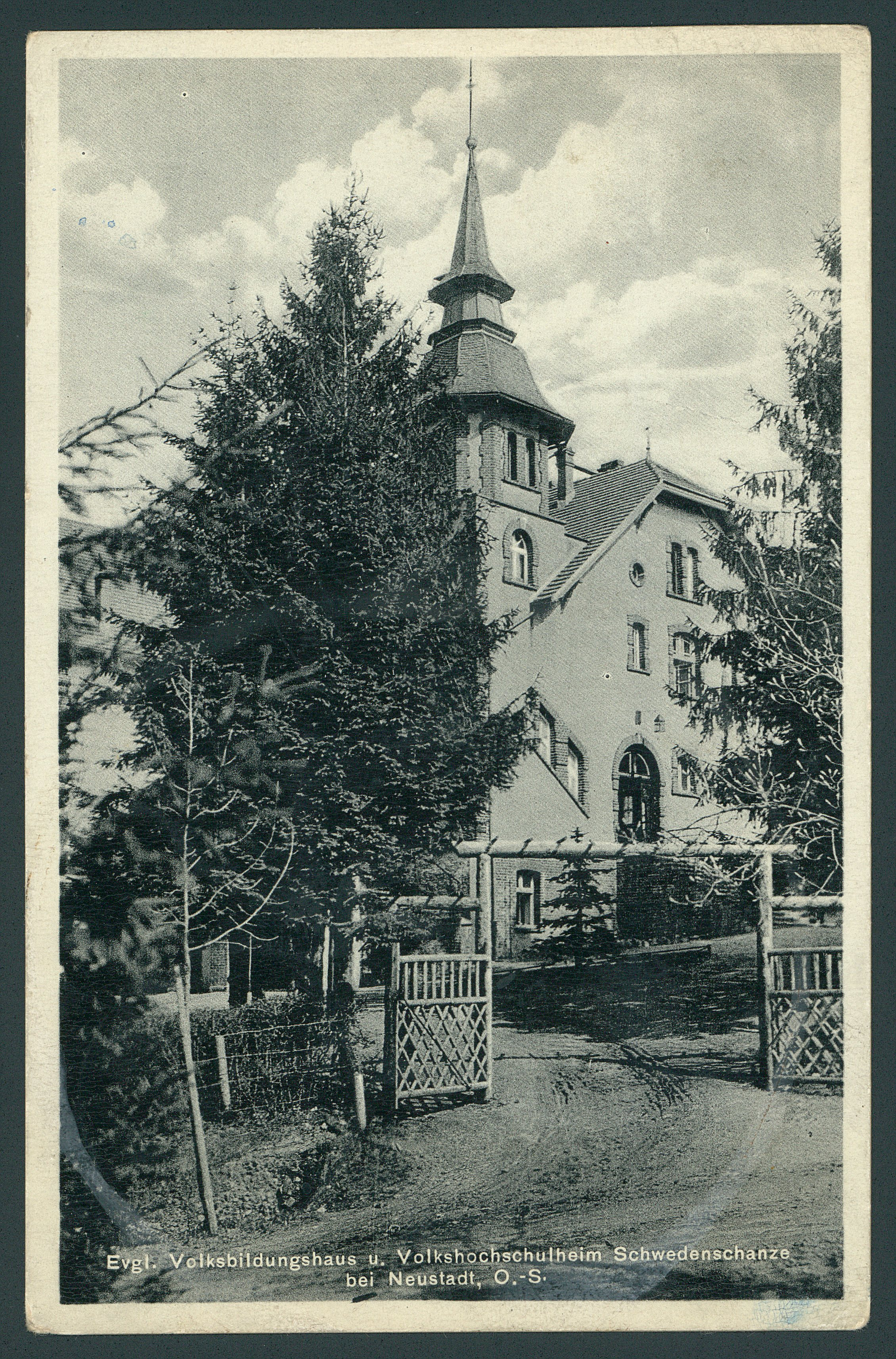
„Szwedzki Szaniec” w 1934

Budynek schroniska zaprojektował powiatowy inspektor budowlany August Riedel. Zbudowany został w 1903 przez W. Schymurę. Stylowa restauracja i hotel w budynku z wieżą była określana jako sanatorium. Od lat 30. XX wieku mieścił się w nim dom rekolekcyjny i szkoła ewangelicka. Podczas II wojny światowej budynek pełnił rolę sanatorium dla rannych niemieckich żołnierzy. W 1945 budynek został zniszczony w trakcie działań wojennych, a po wojnie jego pozostałości zostały wysadzone przez wojsko. W jego miejscu zbudowano wojskowe magazyny broni dla prudnickiej jednostki.